# Xylopároiko
Xylopároiko är en ort i Grekland.   Den ligger i prefekturen Trikala och regionen Thessalien, i den centrala delen av landet, 250 km nordväst om huvudstaden Aten. Xylopároiko ligger 306 meter över havet och antalet invånare är 402.
Terrängen runt Xylopároiko är varierad. Runt Xylopároiko är det ganska glesbefolkat, med 47 invånare per kvadratkilometer. Närmaste större samhälle är Trikala, 16,1 km öster om Xylopároiko. Trakten runt Xylopároiko består till största delen av jordbruksmark.